# NGC 3868
NGC 3868 ist eine linsenförmige Galaxie vom Hubble-Typ S0 im Sternbild Löwe an der Ekliptik. Sie ist schätzungsweise 284 Millionen Lichtjahre von der Milchstraße entfernt, hat einen Durchmesser von etwa 65.000 Lj und ist ein Mitglied des Leo-Galaxienhaufens Abell 1367.
Im selben Himmelsareal befinden sich u. a. die Galaxien NGC 3857, NGC 3859, NGC 3864, NGC 3867.
Das Objekt wurde am 23. März 1884 von Edouard Stephan entdeckt.